# مخوف و اهریمنی
مخوف و اهریمنی (به انگلیسی: Grim & Evil) یک مجموعه تلویزیونی پویانمایی آمریکایی است که توسط ماکسول اتمز برای شبکه تلویزیونی کارتون نت‌ورک ساخته شده‌است. بخش اول این سریال در ۲۱ اوت ۲۰۰۱ پخش شد. ماجراهای بیلی و مندی ماجرای دو نوجوان را به تصویر می‌کشد که پس از جشن تولد همستر بیلی، شرط می‌بندند که فرشته مرگ دربازی برزخ از آن دو می‌بازد و می‌توانند همستر بیلی را نجات دهند. بیلی و مندی بازی را می‌برند و فرشته مرگ طبق شرطی که بسته‌اند تا ابد بهترین دوستشان می‌ماند.